# Рутиноза
Рутино́за — дисахарид, также известный, как 6-O-L-рамнозил-D-глюкоза (C12H22O10) имеющий связи α(1 → 6), который присутствует в некоторых флавоноидах (гесперидин), гликозидах. 
Рутиноза представляет собой твёрдое кристаллическое вещество, с высокой температурой плавления — 190,5 °C, хорошо растворимое в воде, гигроскопичное. Как свободный дисахарид впервые была обнаружена у Datisca glomerata М. Шубертом в 2002 г.
Рутиноза получается из гликозида — рутина путём гидролиза с помощью фермента рамнодиастазы.